# Winchester (Oklahoma)
Winchester – miasto w Stanach Zjednoczonych, w stanie Oklahoma, w hrabstwie Okmulgee.